# Tingvastbo
Tingvastbo är en by i Huddunge socken, Heby kommun.
Tingvastbo omtalas i dokument första gången 1396 ("i Thyngwastabodhom"), då 11 penningland i byn som Mats Ragvastsson (sågskura) i Bro under 46 undandragit skatt nu dömdes att skatta för. Olof Matsson i Bro testamenterade 1452 Tingvastbo till Huddunge kyrka. Byn har under medeltiden tillhört Våla härad, och upptas i de äldre skattelängderna där, men överfördes 1546 skattemässigt till Torstuna härad. Under 1500-talet anges Tingvastbo som kyrkotorp. Fram till 1838 var Tingvastbo komministerboställe i Huddunge socken. På grund av läget långt från kyrkan bodde dock inte komministern här utan i stället i Klockargården i Huddungbyn, och Tingvastbo beboddes i stället av en arrendator.
På ägorna fanns under 1700- och 1800-talet torpet Hagbo.